# Блерио-СПАД S.XX
Блерио-СПАД S.XX (фр. Bleriot-SPAD S.XX) је ловачки авион направљен у Француској. Авион је први пут полетео 1918. године. 

Највећа брзина авиона при хоризонталном лету је износила 229 km/h.
Распон крила авиона је био 9,72 метара, а дужина трупа 7,30 метара. Празан авион је имао масу од 867 килограма. Нормална полетна маса износила је око 1306 килограма. Био је наоружан са два синхронизована митраљеза Викерс калибра 7,7 mm.

## Наоружање
| Наоружање авиона: Блерио-СПАД  |     |
| Ватрено (стрељачко) наоружање  |     |
| Топ                            |     |
| Митраљез                       |     |
| Број и ознака митраљеза        | 2   |
| Калибар                        | 7,7 |
| Бомбардерско наоружање (бомбе) |     |
| Ракетно наоружање (ракете)     |     |